# Goriška knjižnica Franceta Bevka
Goriška knjižnica Franceta Bevka je osrednja splošna knjižnica s sedežem na Trgu Edvarda Kardelja 4 (Nova Gorica); ustanovljena je bila leta 1949.
Poimenovana je bila po Francetu Bevku. Ima dislocirane enote: Bilje, Branik, Deskle, Kanal, Miren, Prvačina, Renče, Solkan in Šempeter
Leta 1975 je knjižnica v trajno last dobila zapuščino Franceta Bevka iz hiše v Rožni Dolini pri Gorici, nekaj korespondence je kot dar prejela še naknadno (2003), kose rokopisov pa tudi dokupila v različnih antikvariatih. Z novo zgradbo je zapuščina Franceta Bevka dobila primeren prostor – Bevkovo spominsko sobo, ki je del domoznanskega oddelka. Poleg rokopisov so tu hranjeni pisateljeva miza, lučka, šah, pisalni stroj, njegova knjižnica itd..